# Cambios en el esqueleto humano debido al bipedismo

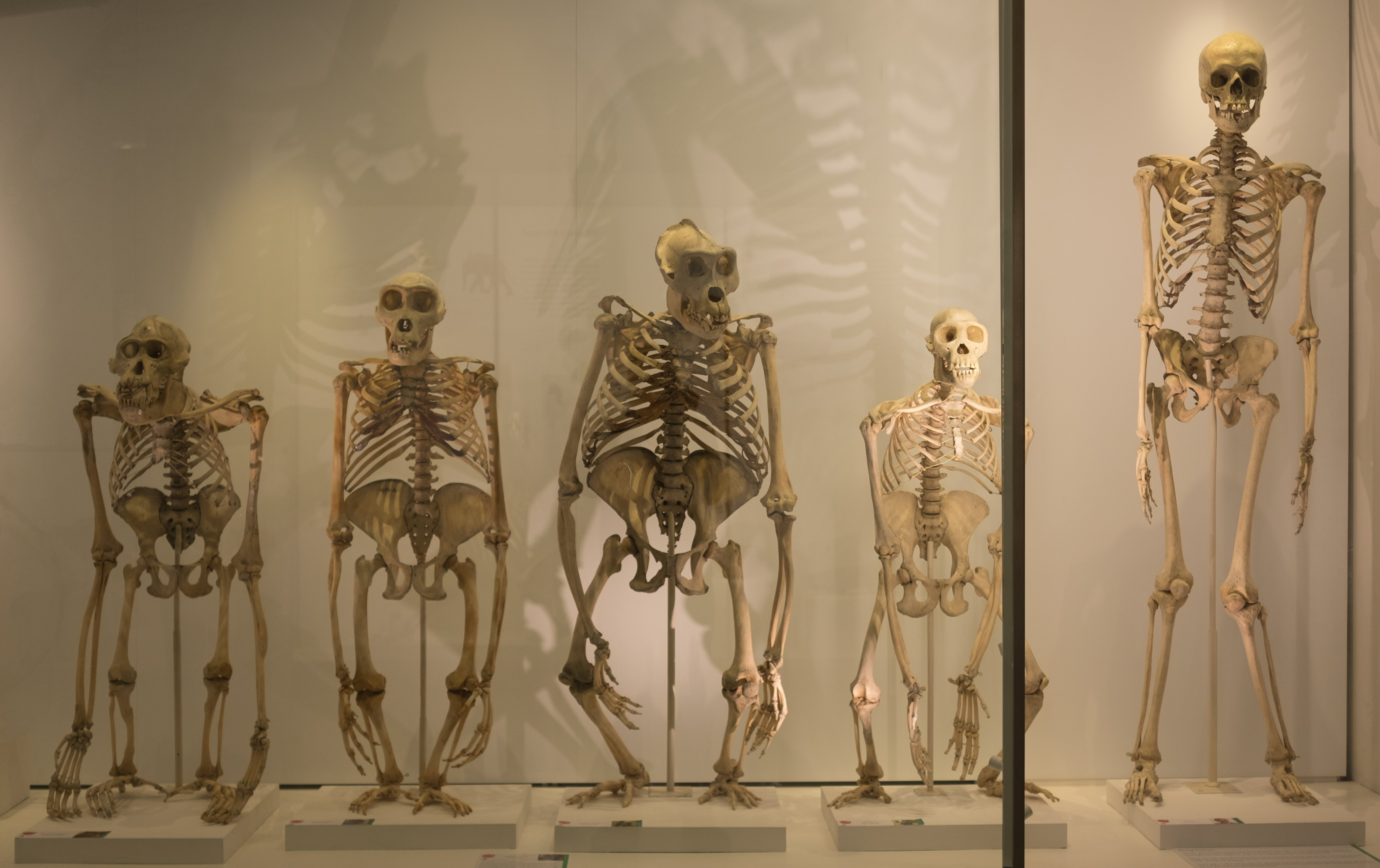
Esqueletos de grandes simios en el Museo de Zoología de la Universidad de Cambridge. De izquierda a derecha: Orangután de Borneo, gorila occidental, gorila occidental, chimpancé, humano.

La evolución de la bipedestación humana, hace aproximadamente cuatro millones de años, ha dado origen a alteraciones morfológicas del esqueleto humano, incluyendo cambios en el acomodo y el tamaño de los huesos del pie, el tamaño y la forma de la cadera, el tamaño de la rodilla, la longitud de la pierna, y la forma y orientación de la  columna vertebral. Los factores evolutivos que producen estos cambios, han sido el tema de varias teorías. El caminar del ser humano es aproximadamente 75% menos costoso que el andar cuadrúpedo y bípedo de los chimpancés. Algunas hipótesis han respaldado que el bipedismo incrementa la eficiencia del desplazamiento y que es un factor importante en el origen de la locomoción bípeda. Los humanos almacenan mayor energía que los cuadrúpedos cuando caminan, pero no cuando corren, debido a que el ser humano al correr es 75% menos eficiente que al caminar. Un estudio demostró que el caminar de los homínidos bípedos es notablemente más eficiente que el caminar de los homínidos cuadrúpedos. No obstante, los gastos del desplazamiento de un cuadrúpedo y un bípedo son los mismos.

## Pie
El pie humano ha desarrollado alargados talones, lo que permite soportar cantidades de peso que han ido aumentando con el tiempo. El pie humano evolucionó para ser una plataforma que sostiene el peso completo del cuerpo, más que actuar simplemente como una estructura fija, como lo fue para los primeros homínidos. Es por ello que los humanos poseen dedos más pequeños que sus ancestros bípedos. Esto incluye un hallux no oponible, el cual se reubica en línea con los otros dedos. Los humanos poseen un arco en el pie, en vez de un pie plano. Cuando un homínido que no es humano camina erguido, el peso es distribuido desde el talón a lo largo del exterior del pie, y posteriormente a través de los dedos medios; mientras que un pie humano distribuye el peso desde el talón, a lo largo del exterior del pie, a través de la  rótula del pie, y finalmente mediante el hallux. Esta distribución del peso contribuye a la eficiencia energética durante la  locomoción.

## Cadera
Las articulaciones coxofemorales modernas del ser humano son más grandes en comparación a las especies ancestrales cuadrúpedas, ya que se busca soportar mejor mayores cantidades de peso corporal que pasan a través de estas articulaciones. Esta modificación en la forma de la cadera colocó a la columna vertebral más cerca de la articulación coxofemoral, ofreciendo un soporte más estable del tronco al caminar erguido. Asimismo, porque el caminar del bípedo requiere que los humanos se equilibren sobre una rótula relativamente inestable. El acomodo cercano de la columna vertebral y la articulación coxofemoral permite que el ser humano requiera un menor esfuerzo muscular al equilibrarse. El cambio en la forma de la cadera pudo dar origen a la reducción en el ángulo de la extensión de la cadera, lo que aumentó la eficiencia de la adaptación energética. El hueso ilíaco cambió de tener una larga y estrecha forma a tener una forma corta y ancha, y las paredes de la pelvis cambiaron a caras laterales. En conjunto, ambos cambios, permiten un incremento en el área adjunta por los músculos glúteos para sujetarse, lo que permite a su vez estabilizar el torso al pararse sobre una pierna. De igual forma, el sacro se ha hecho más amplio, lo que incrementa el diámetro del canal del parto, para que este sea más ancho y facilite el parto en la mujer. Las espinas isquiáticas se convirtieron más prominentes y giraron hacia el centro del cuerpo con el fin de proporcionar una mayor área para que los ligamentos se adhirieran, posibilitando soportar la víscera abdominal durante una postura erecta.

## Rodilla
En los seres humanos las  articulaciones de la rodilla han aumentado su tamaño por la misma razón que las articulaciones coxofemorales: para soportar mejor una cantidad incrementada del peso corporal. El grado de extensión de la rodilla (el ángulo entre el muslo y la pierna en un ciclo al caminar) ha decrecido. El patrón de cambio del ángulo de la articulación de la rodilla en los seres humanos, muestra una ligera extensión cumbre, llamada la "acción de la doble rodilla". La acción de la doble rodilla reduce energía perdida por el movimiento vertical al centro de gravedad. Los humanos caminan con las rodillas rectas y los muslos doblados hacia adentro permitiendo que las rodillas estén debajo del cuerpo, en lugar de que las rodillas estén hacia los costados, como en el caso de los homínidos ancestrales. Este modo de caminar también beneficia al equilibrio.

## Miembros
Desde la evolución del bipedismo, el incremento en la longitud de la pierna cambió la forma en la cual los músculos de la pierna funcionaban al caminar erguido. En los humanos el "empuje" para caminar viene de los músculos de la pierna que actúan en el tobillo. Una pierna más larga permite el uso del equilibrio natural de los miembros inferiores para que al caminar, los humanos no necesiten una fuerza muscular para equilibrar la otra pierna hacia atrás para dar el siguiente paso. Como consecuencia, y debido a que los miembros delanteros no son necesarios para la locomoción, éstos son optimizados para actividades de transporte, soporte, y manipulación de objetos con una gran precisión.
Esto resulta en una reducción de fuerza en los miembros delanteros relativos al tamaño del cuerpo de los humanos en comparación con los simios.  
Tener extremidades inferiores largas y miembros delanteros cortos, permite que el ser humano camine erguido, mientras que la adaptación de los orangutanes y los gibones fue la de tener largos brazos para poder mecerse en las ramas. Los simios pueden mantenerse en sus extremidades inferiores; sin embargo no son capaces de hacerlo por largos periodos de tiempo sin cansarse. Esto sucede gracias a que su fémur no ha evolucionado para el bipedismo. Los simios tienen fémures verticales, mientras que los humanos tienen fémures que están ligeramente arqueados de la cadera a la rodilla. Esta adaptación en los humanos permite que sus rodillas estén más juntas y en el centro de gravedad del cuerpo. Esto permite que los humanos cierren sus rodillas y puedan pararse erguidos por largos periodos de tiempo sin requerir mucho esfuerzo muscular. El músculo glúteo mayor adquirió un rol más importante al caminar, siendo este uno de los músculos más grandes en los humanos. En contraste, este músculo es mucho menor en chimpancés, lo que muestra que tiene un rol importante en el bipedismo al tomar como ejemplo al ser humano. Cuando los humanos corremos nuestra postura erecta tiende a arquearse hacia delante con cada golpe del pie en el suelo, creando un impulso hacia delante. Los músculos glúteos ayudan a prevenir que el tronco del cuerpo se doble o caiga.

## Cráneo
El cráneo está equilibrado por la columna vertebral. El foramen magno está ubicado anterior al cráneo, lo que coloca gran cantidad de peso de la cabeza detrás de la espina dorsal. Más aún, la cara plana del humano ayuda a mantener un equilibrio sobre el cóndilo occipital. Debido a esto, la posición recta de la cabeza es posible sin el prominente arco superciliar y los elementos musculares rígidos encontrados, por ejemplo, en los simios. Como resultado, en los humanos, los músculos de la frente (el músculo occipitofrontal) son los únicos músculos empleado para las expresiones faciales. El incremento del tamaño del cerebro ha sido también significante en la evolución humana. Empezó su incremento alrededor de 2.4 millones de años atrás, sin embargo el tamaño del cerebro actual se alcanzó hace 500,000 años atrás. El cerebro humano es tres a cuatro veces mayor que el de su pariente más cercano, el chimpancé.

## Columna vertebral
La columna vertebral de los seres humanos toma una curvatura hacia delante en la región lumbar (baja) y una curvatura hacia atrás en la región torácica (alta). Sin una curvatura lumbar, la columna vertebral tendería a inclinarse hacia delante, lo que requiere un mayor esfuerzo muscular para los animales bípedos. Con una curvatura hacia atrás, los humanos ejercen un menor esfuerzo muscular al ponerse de pie y caminar erguidos. Las curvaturas lumbares y torácicas ocasionan que el centro de gravedad del cuerpo sea directamente sobre los pies.  Asimismo, el grado de rectitud del cuerpo (el ángulo de la inclinación vertical en el ciclo al caminar) es significativamente menor para la conservación de energía.

## Importancia
Inclusive ante grandes modificaciones anatómicas, algunas características del esqueleto humano se mantienen poco adaptadas al bipedismo; lo que lleva, hoy en día, a implicaciones negativas comunes en los humanos. Las articulaciones de la espalda baja y las rodillas son afectadas por fallas osteológicas; siendo el dolor de espalda baja la causa principal de la pérdida de días de trabajo, debido a que las articulaciones soportan mayor peso. Por su parte, la artritis ha sido un problema desde que los homínidos pasaron a ser bípedos. Los científicos han descubierto evidencias de artritis en las columnas vertebrales de los cazadores y recolectores prehistóricos. Las limitaciones físicas han dificultado modificar las articulaciones para dar una mayor estabilidad sin afectar la eficiencia de la locomoción.